# آدلانتو (کالیفرنیا)
آدلانتو (به اسپانیایی به معنای «پیشرفت») شهری در شهرستان سن برناردینو، کالیفرنیا، ایالات متحده آمریکا است. تقریباً ۹ مایل (۱۴ کیلومتر) شمال غربی ویکتور ویل در ناحیه دره ویکتور در صحرای موهاوه، در منطقه شمالی امپراتوری داخلی است. جمعیت در سرشماری سال ۲۰۱۰، ۳۱۷۶۵ نفر بوده است.

#### تاریخ
آدلانتو در سال ۱۹۱۵ توسط ای اچ ریچاردسون، مخترع آنچه به اتوی الکتریکی هات پوینت تبدیل شد، تأسیس شد. او حق اختراع خود را فروخت و زمینی را به قیمت ۷۵۰۰۰ دلار خریداری کرد. او برای توسعه یکی از اولین جوامع برنامه‌ریزی شده در جنوب کالیفرنیا برنامه‌ریزی کرده بود. نام آدلانتو در زبان اسپانیایی به معنای «پیشرفت» یا «پیشرفت» است و اولین بار به اداره پستی که در سال ۱۹۱۷ در این سایت تأسیس شد، داده شد. ریچاردسون زمین خود را به قطعات یک هکتاری تقسیم کرد که امیدوار بود به جانبازانی که در طول جنگ جهانی اول دچار بیماری‌های تنفسی شده بودند بفروشد. او همچنین امیدوار بود که یک بیمارستان تنفسی بسازد. ریچاردسون هرگز رؤیای خود را به‌طور کامل محقق نکرد، اما برنامه‌ریزی او پایه و اساس شهر امروزی آدلانتو را گذاشت. هکتارها درختان میوه برگریز زمانی در این شهر رشد می‌کرد که در ایالت به دلیل میوه‌های تازه و سیب درختی معروف شد. باغ‌ها تا دوران رکود بزرگ رشد کردند، زمانی که مزارع مرغداری جایگزین آنها شدند. همان‌طور که شرایط اضطراری زمان جنگ در اوایل سال ۱۹۴۱ ایجاد شد، میدان هوایی ارتش ویکتورویل با زمینی در حوزه نفوذ آدلانتو تأسیس شد. در سپتامبر ۱۹۵۰، میدان هوایی به افتخار سرتیپ فقید هارولد اچ جورج، پایگاه نیروی هوایی جورج نام گرفت. آدلانتو تا سال ۱۹۷۰ به عنوان یک «منطقه خدمات اجتماعی» ادامه داد، زمانی که شهر یکپارچه شد و آدلانتو به کوچک‌ترین شهر آن زمان شهرستان سن برناردینو تبدیل شد. این شهر در نوامبر ۱۹۹۲ به یک شهر منشور تبدیل شد. آدلانتو یک اتاق کارت به نام سلام کازینو کویر داشت که از سال ۱۹۷۵ تا ۱۹۹۷ کار می‌کرد. کازینو روبروی تالار شهر در گوشه ای از بزرگراه هوایی و بزرگراه ۳۹۵ ایالات متحده واقع شده بود. این کازینو دارای یک رستوران و بار خوب بود و مردم از سراسر سن می‌آمدند. برناردینو شهرستان به بازی ورق.

#### جغرافیا
آدلانتو در دره ویکتور در جنوب مرکزی صحرای موهاوی، شمال گذرگاه کاجون و دره سن برناردینو قرار دارد. طبق آمار اداره سرشماری ایالات متحده، مساحت این شهر ۵۶٫۰ مایل مربع (۱۴۵ کیلومتر مربع) است. ۵۶٫۰ مایل مربع (۱۴۵ کیلومتر مربع) از آن خشکی و ۰٫۰۲ مایل مربع (۰٫۰۵۲ کیلومتر مربع) از آن (۰٫۰۳٪) آب است. میانگین ارتفاع شهر ۳۴۰۰ فوت (۱۰۳۶ متر) است.

#### اقلیم
طبق سیستم طبقه‌بندی آب و هوای کوپن، آدلانتو دارای آب و هوای نیمه خشک است که در نقشه‌های آب و هوایی به اختصار «BSk» خوانده می‌شود.

#### ۲۰۱۰
سرشماری سال ۲۰۱۰ ایالات متحده گزارش داد که آدلانتو ۳۱۷۶۵ نفر جمعیت داشت. تراکم جمعیت ۵۶۷٫۰ نفر در مایل مربع (218.9/km2) بود. ترکیب نژادی آدلانتو ۱۳۹۰۹ (۴۳٫۸٪) سفید (۱۷٫۰٪ سفید غیر اسپانیایی)، ۶٬۵۱۱ (۲۰٫۵٪) آفریقایی آمریکایی، ۴۱۱ (۱٫۳٪) بومی آمریکایی، ۶۱۷ (۱٫۹٪) آسیایی، ۱۹۴ (۰٫۶٪) بود. ٪ اقیانوس آرام، ۸۳۳۷ (۲۶٫۲٪) از نژادهای دیگر، و ۱۷۸۶ (۵٫۶٪) از دو یا چند نژاد. اسپانیایی یا لاتین تبار از هر نژاد ۱۸۵۱۳ نفر (۵۸٫۳٪) بودند. سرشماری گزارش داد که ۳۰۰۱۲ نفر (۹۴٫۵٪ از جمعیت) در خانوارها زندگی می‌کردند، ۳۰ (۰٫۱٪) در محله‌های گروه غیر نهادی زندگی می‌کردند و ۱۷۲۳ (۵٫۴٪) نهادی بودند. تعداد ۷۸۰۹ خانوار وجود دارد که از این تعداد ۴۹۵۹ خانوار(۶۳٫۵٪) دارای فرزندان زیر ۱۸ سال بودند، ۴۰۰۰ (۵۱٫۲٪) زوج‌های متأهل با جنس مخالف زندگی می‌کردند، ۱۸۵۷ (۲۳٫۸٪) صاحب خانه زن بدون شوهر بودند. در حال حاضر، ۷۲۲ نفر (۹٫۲٪) صاحب خانه مرد بدون حضور همسر داشتند. ۷۶۹ (۹٫۸٪) شراکت با جنس مخالف مجرد و ۵۸ (۰٫۷٪) زوج یا شراکت همجنس وجود داشت. ۹۱۰ خانوار (۷/۱۱ درصد) از افراد تشکیل شده بودند و ۲۰۹ خانوار (۷/۲ درصد) فردی را به تنهایی زندگی می‌کردند که ۶۵ سال یا بیشتر داشت. متوسط بعد خانوار ۳٫۸۴ بود. ۶۵۷۹ خانواده (۸۴٫۲ درصد از کل خانوارها) وجود دارد. میانگین اندازه خانواده ۴٫۱۱ بود. این جمعیت پراکنده بود، با ۱۱۸۰۷ نفر (۳۷٫۲٪) زیر ۱۸ سال، ۳۹۱۶ نفر (۱۲٫۳٪) در سنین ۱۸ تا ۲۴ سال، ۹۲۸۷ نفر (۲۹٫۲٪) در سنین ۲۵ تا ۴۴، ۵۳۵۸ نفر (۱۶٫۹٪) در سنین ۴۵ تا ۶۴ و ۱۳۹۷ نفر (۴٫۴٪) که ۶۵ سال یا بیشتر سن داشتند. میانگین سنی ۲۵٫۳ سال بود. به ازای هر ۱۰۰ زن، ۱۰۵٫۶ مرد وجود داشت. به ازای هر ۱۰۰ زن ۱۸ ساله و بالاتر، ۱۰۶٫۶ مرد وجود دارد. ۹۰۸۶ واحد مسکونی با تراکم متوسط ۱۶۲٫۲ در هر مایل مربع (62.6/km2) وجود داشت که از این تعداد ۴۵۱۳ (۵۷٫۸٪) مالک و ۳۲۹۶ (۴۲٫۲٪) توسط اجاره نشینان اشغال شده بودند. نرخ خالی صاحب خانه ۶٫۶٪ بود. نرخ جای خالی اجاره ۱۲٫۳٪ بود. ۱۶۸۲۵ نفر (۵۳٫۰ درصد جمعیت) در واحدهای مسکونی تحت سکونت و ۱۳۱۸۷ نفر (۴۱٫۵ درصد) در واحدهای مسکونی استیجاری زندگی می‌کردند. طبق سرشماری ایالات متحده در سال ۲۰۱۰، آدلانتو درآمد متوسط خانوار ۴۱۱۱۳ دلار داشت که ۳۲ درصد از جمعیت زیر خط فقر فدرال زندگی می‌کردند.

#### ۲۰۰۰
بر اساس سرشماری سال ۲۰۰۰، ۱۸۱۳۰ نفر، ۴۷۱۴ خانوار و ۳۸۴۱ خانوار در شهر ساکن بودند. تراکم جمعیت ۳۳۸٫۷ نفر در هر مایل مربع (130.8/km2) بود. ۵۵۴۷ واحد مسکونی با تراکم متوسط ۱۰۳٫۶ در هر مایل مربع (40.0/km2) وجود داشت. ترکیب نژادی شهر ۵۰٫۵٪ سفیدپوست، ۱۳٫۱٪ آفریقایی آمریکایی، ۱٫۶٪ بومی آمریکایی، ۱٫۶٪ آسیایی، ۰٫۲٪ جزیره‌نشین اقیانوس آرام، ۲۶٫۶٪ از سایر نژادها و ۶٫۵٪ از دو یا چند نژاد بود. اسپانیایی یا لاتین تبار از هر نژاد ۴۵٫۸٪ از جمعیت را تشکیل می‌دادند. تعداد ۴۷۱۴ خانوار بود که از این تعداد ۵۶٫۷ درصد دارای فرزندان زیر ۱۸ سال با آنها زندگی می‌کردند، ۵۶٫۶ درصد متأهل بودند که با هم زندگی می‌کردند، ۱۷٫۵ درصد صاحب خانه زن بدون حضور شوهر و ۱۸٫۵ درصد غیرخانواده بودند. ۱۴٫۳٪ از کل خانواده‌ها را افراد تشکیل می‌دادند، و ۳٫۹٪ افراد تنها زندگی می‌کردند که ۶۵ سال یا بیشتر داشت. متوسط بعد خانوار ۳٫۵ و متوسط بعد خانواده ۳٫۹ بود. جمعیت زیر ۱۸ سال ۳۸٫۰ درصد، از ۱۸ تا ۲۴ سال ۹٫۱ درصد، از ۲۵ تا ۴۴ سال ۳۵٫۲ درصد، از ۴۵ تا ۶۴ سال ۱۲٫۶ درصد و ۶۵ سال یا بیشتر ۵٫۱ درصد سن داشتند. میانگین سنی ۲۷ سال بود. به ازای هر ۱۰۰ زن، ۱۱۵٫۰ مرد وجود داشت. به ازای هر ۱۰۰ زن ۱۸ ساله و بالاتر، ۱۲۳٫۰ مرد وجود داشت. متوسط درآمد یک خانوار در شهر ۳۱۵۹۴ دلار و متوسط درآمد یک خانواده ۳۵۲۵۴ دلار بود. درآمد متوسط مردان ۳۳۹۷۱ دلار در مقابل ۲۵۸۰۷ دلار برای زنان بود. درآمد سرانه برای این شهر ۱۰۰۵۳ دلار بود. حدود ۲۱٫۴ درصد از خانواده‌ها و ۲۴٫۵ درصد از جمعیت زیر خط فقر بودند، از جمله ۳۰٫۰ درصد از افراد زیر ۱۸ سال و ۱۲٫۸ درصد از افراد ۶۵ سال یا بیشتر.

#### اقتصاد
از نظر تاریخی، آدلانتو یک شهر میوه‌رویی بود.[۱۸] قبل از سال ۱۹۹۲، بیشتر اقتصاد مربوط به پایگاه نیروی هوایی جورج بود. پس از بسته شدن شهر با مشکلات اقتصادی مواجه شد. افتتاح چندین زندان منطقه در سال ۱۹۹۱ آغاز شد و دولت شهر ساخت دو زندان خصوصی را تصویب کرد. زندانها ملزم به استخدام افراد در محدوده شهر آدلانتو نبودند. این شهر از سال ۲۰۱۶ در مجموع سالانه ۱۶۰۰۰۰ دلار از زندان‌های داخل شهر جمع‌آوری می‌کند. در آن سال جیمی دیواین از سانفرانسیسکو کرونیکل نوشت که زندان‌ها «به مدت ۲۵ سال تأثیرات متفاوتی بر جامعه داشتند.» مت تینوکو از معاون نوشت که «زندان‌ها نتوانسته‌اند رشد پایدار آدلانتو را تحریک کنند» و «همه در نهایت به خزانه شهر کمک چندانی نکرد.» تینوکو همچنین اظهار داشت که آدلانتو «تصویری به عنوان یک زندان بزرگ» داشت. مرکز بازداشت خصوصی آدلانتو که توسط گروه GEO برای نگهداری از زندانیان مهاجر اداره می‌شود، در سال ۱۹۹۱ به عنوان یک زندان دولتی در آدلانتو ساخته شد. در سال ۲۰۱۴، زمانی که یک توسعه‌دهنده خصوصی زندان دیگری را پیشنهاد کرد، شورای شهر توافقنامه توسعه‌ای را با توسعه‌دهنده خصوصی تصویب کرد که طبق قانون تقسیم‌بندی کالیفرنیا به شهر اجازه می‌دهد شرایط را برای ارائه مزایای اضافی به شهر مذاکره کند. شهر برای انکار پروژه خصوصی به دلیل منطقه بندی مناسبی برای استفاده به عنوان زندان، محدوده جغرافیایی کمی داشت. این شهر فقط چند فروشگاه و رستوران دارد. مالیات تخت سالانه حدود ۲۰۰۰۰۰ دلار از بازداشتگاه‌ها کمک می‌کند. این شهر کوچک با مشکل مواجه شده است زیرا درآمد مالیاتی بسیار کمتر از بودجه شهر است. در سال ۲۰۱۳، آنها یک ایستگاه آتش‌نشانی را تعطیل کردند و یک چهارم کارکنان شهر را اخراج کردند. اگرچه ساکنان در نوامبر ۲۰۱۳ تقریباً ۸ درصد مالیات کاربران خدمات شهری را رد کردند.

#### هنر و فرهنگ
کتابخانه آدلانتو که در سال ۱۹۲۱ به عنوان بخشی از سیستم کتابخانه ای شهرستان سن برناردینو تأسیس شد، در دفتر یک شرکت میوه کار آغاز شد. دریاچه خشک ال میراژ، در غرب آدلانتو، برای فیلم‌برداری فیلم‌ها و تبلیغات تلویزیونی استفاده شده است، که مهم‌ترین آن سکانس آغازین قسمت‌های بعدی مجموعه تلویزیونی پادشاه آسمان است.

#### ورزش
از سال ۱۹۹۱ تا ۲۰۱۶، این شهر محل استقرار High Desert Mavericks، یک تیم بیسبال در رده A-Advanced کالیفرنیا بود. برای فصل ۲۰۱۷، لیگ پکو، مرغ‌های حیاط بیابانی بالا را تأسیس کرد تا جای خالی استادیوم آدلانتو را پر کند. این تیم آخرین فصل خود را در سال ۲۰۱۹ در ورزشگاه بست. در حال حاضر، لیگ برتر فوتبال کشور از این سایت برای مسابقات نخبگان بالای صحرا FC استفاده کرده است.